# Escultura d'Indíbil
L'escultura d'Indíbil, també coneguda com el caminant, lo ninot de Sidamon o el robot, és una escultura de 15 metres d'alçada situada a l'autovia del Nord Est prop de Sidamon.
Representa un personatge vestit amb la roba de treball de Copisa (l'empresa que va fer el desdoblament de l'autovia) que mira de travessar l'autovia portant dues plaques del revestiment del canal auxiliar del canal d'Urgell, amb la intenció d'enllaçar el món de la construcció amb el de la pagesia.
Es va construir per commemorar la culminació del desdoblament de la N-II entre els Alamús i Tàrrega, unes setmanes abans de la inauguració dels Jocs Olímpics de Barcelona, el 1992.
Es va fer amb els sobrants i retalls de les canonades que es van fer servir en el desviament dels regs afectats per l'autovia, i també amb dues plaques sobrants del revestiment del canal d'Urgell, que són les que el ninot porta a les mans.
Els autors són en Lluís Moreno, Enginyer de Camins, Canals i Ports per la UPC, juntament amb Mariano Pérez i Lluís Roca. Van batejar-lo amb el nom d'Indíbil, un cabdill ilerget que és tot un mite per als lleidatans, juntament amb Mandoni.
El ninot representa un treballador de l'autovia i, a la vegada, un pagès que se'n va a regar. Molts operaris contractats en les obres de l'autovia eren pagesos o fills de pagesos, o tenien propietats al Pla d'Urgell, i intentaven combinar les dues feines.
Se n'han fet titelles, pessebres, ha aparegut en videojocs, ha inspirat disfresses de Carnestoltes o mones de Pasqua.